# Silke Lichtenhagen
Silke Lichtenhagen (Leverkusen, 20 novembre 1973) è un'ex velocista tedesca.

## Palmarès

### Mondiali
- 1 medaglia:
  - 1 bronzo (Göteborg 1995 nella staffetta 4x100 m)

### Europei
- 1 medaglia:
  - 1 oro (Helsinki 1994 nella staffetta 4x100 m)

### Mondiali Under 20
- 1 medaglia:
  - 1 bronzo (Seul 1992 nella staffetta 4x100 m)

### Europei Under 20
- 1 medaglia:
  - 1 oro (Salonicco 1991 nella staffetta 4x100 m)

## Altre competizioni internazionali
1994
- Coppa Europa di atletica leggera ( Birmingham)

1996
- Coppa Europa di atletica leggera ( Madrid)